# Gran Premio de Portugal de Motociclismo de 2021
El Gran Premio de Portugal de Motociclismo de 2021 (oficialmente Grande Prémio 888 de Portugal) fue la tercera prueba del Campeonato del Mundo de Motociclismo de 2021. Tuvo lugar en el fin de semana del 16 al 18 de abril de 2021 en el Autódromo Internacional do Algarve, situado en la ciudad de Portimão, región de Algarve, Portugal.
La carrera de MotoGP fue ganada por Fabio Quartararo, seguido de Francesco Bagnaia y Joan Mir. Raúl Fernández fue el ganador de la prueba de Moto2, por delante de Arón Canet y Remy Gardner. La carrera de Moto3 fue ganada por Pedro Acosta, Dennis Foggia fue segundo y Andrea Migno tercero.-

## Resultados

### Resultados MotoGP
| Pos.    | N.º | Piloto            | Equipo                       | Constructor | Vueltas | Tiempo    | Parrilla | Puntos |
| ------- | --- | ----------------- | ---------------------------- | ----------- | ------- | --------- | -------- | ------ |
| 1       | 20  | Fabio Quartararo  | Monster Energy Yamaha MotoGP | Yamaha      | 25      | 41:46.412 | 1        | 25     |
| 2       | 63  | Francesco Bagnaia | Ducati Lenovo Team           | Ducati      | 25      | +4.809    | 11       | 20     |
| 3       | 36  | Joan Mir          | Team SUZUKI ECSTAR           | Suzuki      | 25      | +4.948    | 9        | 16     |
| 4       | 21  | Franco Morbidelli | Petronas Yamaha SRT          | Yamaha      | 25      | +5.127    | 5        | 13     |
| 5       | 33  | Brad Binder       | Red Bull KTM Factory Racing  | KTM         | 25      | +6.668    | 15       | 11     |
| 6       | 41  | Aleix Espargaró   | Aprilia Racing Team Gresini  | Aprilia     | 25      | +8.885    | 7        | 10     |
| 7       | 93  | Marc Márquez      | Repsol Honda Team            | Honda       | 25      | +13.208   | 6        | 9      |
| 8       | 73  | Álex Márquez      | LCR Honda IDEMITSU           | Honda       | 25      | +17.992   | 13       | 8      |
| 9       | 23  | Enea Bastianini   | Esponsorama Racing           | Ducati      | 25      | +22.369   | 16       | 7      |
| 10      | 30  | Takaaki Nakagami  | LCR Honda CASTROL            | Honda       | 25      | +23.676   | 21       | 6      |
| 11      | 12  | Maverick Viñales  | Monster Energy Yamaha MotoGP | Yamaha      | 25      | +23.761   | 12       | 5      |
| 12      | 10  | Luca Marini       | SKY VR46 Esponsorama         | Ducati      | 25      | +29.660   | 8        | 4      |
| 13      | 9   | Danilo Petrucci   | Tech3 KTM Factory Racing     | KTM         | 25      | +29.836   | 18       | 3      |
| 14      | 32  | Lorenzo Savadori  | Aprilia Racing Team Gresini  | Aprilia     | 25      | +38.941   | 20       | 2      |
| 15      | 27  | Iker Lecuona      | Tech3 KTM Factory Racing     | KTM         | 25      | +50.642   | 19       | 1      |
| 16      | 88  | Miguel Oliveira   | Red Bull KTM Factory Racing  | KTM         | 24      | +1 vuelta | 10       |        |
| Ret     | 5   | Johann Zarco      | Pramac Racing                | Ducati      | 19      | Caída     | 3        |        |
| Ret     | 42  | Álex Rins         | Team SUZUKI ECSTAR           | Suzuki      | 18      | Caída     | 2        |        |
| Ret     | 46  | Valentino Rossi   | Petronas Yamaha SRT          | Yamaha      | 14      | Caída     | 17       |        |
| Ret     | 43  | Jack Miller       | Ducati Lenovo Team           | Ducati      | 5       | Caída     | 4        |        |
| Ret     | 44  | Pol Espargaró     | Repsol Honda Team            | Honda       | 4       | Retirado  | 14       |        |
| DNS     | 89  | Jorge Martín      | Pramac Racing                | Ducati      |         | No corrió |          |        |
| Fuente: |     |                   |                              |             |         |           |          |        |

### Resultados Moto2
| Pos.    | N.º | Piloto                | Constructor | Vueltas | Tiempo     | Parrilla | Puntos |
| ------- | --- | --------------------- | ----------- | ------- | ---------- | -------- | ------ |
| 1       | 25  | Raúl Fernández        | Kalex       | 23      | 39:47.377  | 10       | 25     |
| 2       | 44  | Arón Canet            | Boscoscuro  | 23      | +1.600     | 9        | 20     |
| 3       | 87  | Remy Gardner          | Kalex       | 23      | +1.968     | 2        | 16     |
| 4       | 16  | Joe Roberts           | Kalex       | 23      | +2.397     | 8        | 13     |
| 5       | 37  | Augusto Fernández     | Kalex       | 23      | +5.622     | 6        | 11     |
| 6       | 72  | Marco Bezzecchi       | Kalex       | 23      | +6.344     | 5        | 10     |
| 7       | 97  | Xavi Vierge           | Kalex       | 23      | +7.360     | 3        | 9      |
| 8       | 40  | Héctor Garzó          | Kalex       | 23      | +12.540    | 12       | 8      |
| 9       | 6   | Cameron Beaubier      | Kalex       | 23      | +14.989    | 13       | 7      |
| 10      | 23  | Marcel Schrötter      | Kalex       | 23      | +15.240    | 19       | 6      |
| 11      | 21  | Fabio Di Giannantonio | Kalex       | 23      | +15.521    | 16       | 5      |
| 12      | 19  | Lorenzo Dalla Porta   | Kalex       | 23      | +15.667    | 21       | 4      |
| 13      | 75  | Albert Arenas         | Boscoscuro  | 23      | +19.513    | 7        | 3      |
| 14      | 7   | Lorenzo Baldassarri   | MV Agusta   | 23      | +23.147    | 24       | 2      |
| 15      | 42  | Marcos Ramírez        | Kalex       | 23      | +23.494    | 17       | 1      |
| 16      | 14  | Tony Arbolino         | Kalex       | 23      | +23.639    | 25       |        |
| 17      | 12  | Thomas Lüthi          | Kalex       | 23      | +27.470    | 22       |        |
| 18      | 55  | Hafizh Syahrin        | NTS         | 23      | +56.999    | 27       |        |
| 19      | 77  | Miquel Pons           | MV Agusta   | 23      | +1:00.417  | 28       |        |
| 20      | 89  | Fraser Rogers         | NTS         | 23      | +1:21.966  | 29       |        |
| 21      | 35  | Somkiat Chantra       | Kalex       | 23      | +1:25.160  | 11       |        |
| 22      | 9   | Jorge Navarro         | Boscoscuro  | 20      | +3 vueltas | 30       |        |
| Ret     | 96  | Jake Dixon            | Kalex       | 14      | Caída      | 14       |        |
| Ret     | 13  | Celestino Vietti      | Kalex       | 11      | Caída      | 23       |        |
| Ret     | 11  | Nicolò Bulega         | Kalex       | 11      | Caída      | 15       |        |
| Ret     | 64  | Bo Bendsneyder        | Kalex       | 7       | Caída      | 26       |        |
| Ret     | 79  | Ai Ogura              | Kalex       | 4       | Caída      | 4        |        |
| Ret     | 5   | Yari Montella         | Boscoscuro  | 3       | Caída      | 18       |        |
| Ret     | 62  | Stefano Manzi         | Kalex       | 3       | Caída      | 20       |        |
| Ret     | 22  | Sam Lowes             | Kalex       | 0       | Caída      | 1        |        |
| Fuente: |     |                       |             |         |            |          |        |

### Resultados Moto3
| Pos.     | N.º | Piloto             | Constructor | Vueltas | Tiempo         | Parrilla | Puntos |
| -------- | --- | ------------------ | ----------- | ------- | -------------- | -------- | ------ |
| 1        | 37  | Pedro Acosta       | KTM         | 21      | 38:01.773      | 8        | 25     |
| 2        | 7   | Dennis Foggia      | Honda       | 21      | +0.051         | 2        | 20     |
| 3        | 16  | Andrea Migno       | Honda       | 21      | +0.584         | 1        | 16     |
| 4        | 71  | Ayumu Sasaki       | KTM         | 21      | +0.615         | 6        | 13     |
| 5        | 2   | Gabriel Rodrigo    | Honda       | 21      | +0.675         | 4        | 11     |
| 6        | 23  | Niccolò Antonelli  | KTM         | 21      | +0.729         | 13       | 10     |
| 7        | 55  | Romano Fenati      | Husqvarna   | 21      | +0.773         | 10       | 9      |
| 8        | 11  | Sergio García      | Gas Gas     | 21      | +1.245         | 3        | 8      |
| 9        | 5   | Jaume Masiá        | KTM         | 21      | +12.487        | 7        | 7      |
| 10       | 6   | Ryusei Yamanaka    | KTM         | 21      | +12.508        | 18       | 6      |
| 11       | 82  | Stefano Nepa       | KTM         | 21      | +12.541        | 21       | 5      |
| 12       | 50  | Jason Dupasquier   | KTM         | 21      | +12.593        | 23       | 4      |
| 13       | 12  | Filip Salač        | Honda       | 21      | +12.833        | 14       | 3      |
| 14       | 52  | Jeremy Alcoba      | Honda       | 21      | +13.743        | PL       | 2      |
| 15       | 53  | Deniz Öncü         | KTM         | 21      | +13.788        | PL       | 1      |
| 16       | 92  | Yuki Kunii         | Honda       | 21      | +15.234        | 16       |        |
| 17       | 99  | Carlos Tatay       | KTM         | 21      | +18.032        | 20       |        |
| 18       | 19  | Andi Farid Izdihar | Honda       | 21      | +20.284        | 15       |        |
| 19       | 54  | Riccardo Rossi     | KTM         | 21      | +20.343        | 22       |        |
| 20       | 40  | Darryn Binder      | Honda       | 21      | +33.374        | PL       |        |
| 21       | 73  | Maximilian Kofler  | KTM         | 21      | +33.410        | 19       |        |
| 22       | 20  | Lorenzo Fellon     | Honda       | 21      | +36.502        | 24       |        |
| 23       | 17  | John McPhee        | Honda       | 21      | +37.540        | PL       |        |
| 24       | 28  | Izan Guevara       | Gas Gas     | 21      | +1:08.552      | 11       |        |
| NC       | 27  | Kaito Toba         | KTM         | 15      | +6 vueltas     | 17       |        |
| Ret      | 31  | Adrián Fernández   | Husqvarna   | 16      | Daño por Caída | 12       |        |
| Ret      | 24  | Tatsuki Suzuki     | Honda       | 15      | Caída          | 9        |        |
| Ret      | 43  | Xavier Artigas     | Honda       | 4       | Daño por Caída | 5        |        |
| 1. 2. 3. |     |                    |             |         |                |          |        |
| Fuente:  |     |                    |             |         |                |          |        |